# Ditadura militar de El Salvador
O governo militar salvadorenho foi o período na história de El Salvador em que as Forças Armadas Salvadorenhas governaram o país por quase 48 anos desde 2 de dezembro de 1931 até 15 de outubro de 1979. A ditadura militar autoritária limitou os direitos políticos em todo o país e manteve seu governo por meio de eleições corrompidas e fraudulentas.
Os militares chegaram ao poder em El Salvador quando o primeiro presidente democraticamente eleito, Arturo Araujo Fajardo, foi deposto em um golpe militar em 2 de dezembro de 1931. Os militares nomearam o vice-presidente de Araujo Fajardo, general de brigada Maximiliano Hernández Martínez, como presidente interino em 4 de dezembro de 1931. Permaneceu no cargo até ser forçado a renunciar em 9 de maio de 1944, após greves e protestos de estudantes na capital San Salvador. Ele foi seguido por três presidentes de curta duração, que foram sucedidos por Óscar Osorio em 1950. Seu sucessor, José María Lemus, foi derrubado em um golpe militar em 1960 e foi substituído por Julio Adalberto Rivera Carballo em 1962. De 1962 a 1979, o Partido de Conciliação Nacional (PCN) governou o país em um sistema unipartidário de facto; partidos de oposição existiam, mas na prática não tinham poder real. O regime militar terminou em 15 de outubro de 1979, quando jovens militares derrubaram o presidente Carlos Humberto Romero Mena e estabeleceram a Junta Revolucionária de Governo, um governo conjunto civil-militar que governou o país de 1979 até as eleições presidenciais de 1982. A queda do governo militar marcou o início da Guerra Civil Salvadorenha de doze anos que durou até 1992.
Muitas atrocidades e violações de direitos humanos foram cometidas sob o governo militar salvadorenho. Sob Hernández Martínez, o Exército Salvadorenho massacrou de 10.000 a 40.000 camponeses e indígenas em resposta a uma revolta comunista em 1932, em um evento conhecido em El Salvador como La Matanza. A Organização Democrática Nacionalista seria estabelecida por Rivera Carballo em 1965. Era um conjunto de paramilitares de extrema-direita e esquadrões da morte que torturavam oponentes políticos, intimidavam eleitores, fraudavam eleições e matavam camponeses. O presidente Fidel Sánchez Hernández iniciou a Guerra do Futebol com Honduras em julho de 1969, alegando que o governo hondurenho havia permitido que a violência contra salvadorenhos não fosse controlada após a vitória de El Salvador sobre Honduras nas eliminatórias da Copa do Mundo de 1970. Em março de 1979, o presidente Mena ordenou que soldados atirassem contra uma multidão de manifestantes usando munição real. O regime militar recebeu apoio dos Estados Unidos devido à sua postura anticomunista, pois se alinhava com os interesses estadunidenses na Guerra Fria.